# Чистиков (остров)
Чи́стиков — остров архипелага Северная Земля. Административно относится к Таймырскому Долгано-Ненецкому району Красноярского края.
Расположен в 2,2 километрах к востоку от юго-восточного побережья острова Комсомолец к северу от мыса Бухтеева.
Имеет овальную форму длиной около 700 метров и шириной до 600 метров. Наивысшая точка — 19 метров. Озёр и рек на острове нет. Берега пологие, глубина моря у берегов острова достигает 150—190 метров.

## Топографические карты
- Лист карты U-47-XXXI,XXXII,XXXIII бух. Кренкеля. Масштаб: 1 : 200 000. Состояние местности на 1988 год. Издание 1992 г.